# Fool for the City
Fool for the City — пятый альбом британской блюз-рок-группы Foghat, вышедший 15 сентября 1975 года.

## Об альбоме
Fool for the City стал первым альбомом группы, ставшим платиновым, и включает в себя, наряду с заглавным треком, фирменную песню группы «Slow Ride».
Это также был первый альбом, записанный группой после ухода бас-гитариста и одного из основателей Тони Стивенса.
Стивенсу была найдена замена в лице Ника Джеймсона, который также был продюсером и клавишником, который также написал заключительный трек альбома «Take It or Leave It» вместе с Дэйвом Певереттом.
Хотя Джеймсон изображен на фотографии на задней обложке альбома, известно, что он не гастролировал в поддержку альбома.
Басист Крейг МакГрегор был нанят вскоре после выпуска альбома, однако Джеймсон продолжал продюсировать и периодически записываться с группой в течение следующих нескольких десятилетий.

## Список композиций
| №  | Название            | Автор(ы)                 | Длительность |
| -- | ------------------- | ------------------------ | ------------ |
| 1. | «Fool for the City» | Дейв Певеретт            | 4:33         |
| 2. | «My Babe»           | Бобби Хэтфилд Билл Медли | 4:35         |
| 3. | «Slow Ride»         | Певеретт                 | 8:15         |

| №                   | Название                    | Автор(ы)                | Длительность |
| ------------------- | --------------------------- | ----------------------- | ------------ |
| 4.                  | «Terraplane Blues»          | Роберт Джонсон          | 5:44         |
| 5.                  | «Save Your Loving (For Me)» |                         | 3:31         |
| 6.                  | «Drive Me Home»             | Певеретт                | 3:54         |
| 7.                  | «Take It or Leave It»       | Певеретт и Ник Джеймсон | 4:49         |
| Общая длительность: | Общая длительность:         | Общая длительность:     | 35:37        |

## Участники записи
Foghat
- Дейв Певеретт — ведущий вокал, ритм-гитара
- Род Прайс — соло-гитара, слайд-гитара
- Ник Джеймсон — бас-гитара, клавишные, бэк-вокал
- Роджер Эрл[англ.] — ударные, перкуссия

Производство
- Тони Лоу — фотография
- Тони Уэда — координатор [4]

## Чарты

### Альбом
| Чарт (1975—1976)            | Высшая позиция |
| --------------------------- | -------------- |
| Канада (RPM Top Albums/CDs) | 85             |
| США (Billboard 200)         | 23             |

Синглы — Billboard (США)
| Год  | Сингл               | Чарт        | Высшая позиция |
| ---- | ------------------- | ----------- | -------------- |
| 1975 | «Slow Ride»         | Pop Singles | 20             |
| 1976 | «Fool for the City» | Pop Singles | 45             |

## Сертификации
| Регион                                                      | Сертификация | Продажи    |
| ----------------------------------------------------------- | ------------ | ---------- |
| США (RIAA)                                                  | Платиновый   | 1 000 000^ |
| ^ Данные о тиражах приведены только на основе сертификации. |              |            |